# Glăvile
Glăvile est une commune roumaine située dans le județ de Vâlcea.